# Procamallanus
Procamallanus ist eine Gattung der Rollschwänze mit 211 Arten. Sie befallen Meeres-, Brackwasser- und Süßwasserfische, gelegentlich auch Amphibien und Reptilien.

## Merkmale
Procamallanus hat die Merkmale der Camallaninae. Die Mundkapsel ist rundlich, glattwandig und teilt sich nicht in zwei seitliche Klappen.

## Systematik
Hodda (2022) ordnet die Gattung in die Tribus Camallanini, Untertribus Camallaninii ein. Die Gattung enthält folgende Arten:
- Procamallanus ahiri Karve, 1952
- Procamallanus alii Kalyankar, 1971
- Procamallanus annipetterae Kohn & Fernandes, 1988
- Procamallanus attui Pande, Bhatia & Rai, 1963
- Procamallanus bagarii Karve & Naik, 1951
- Procamallanus bangladeshi Bashirullah & Hafizuddin, 1973
- Procamallanus berdii Khan & Yaseen, 1969
- Procamallanus bilaspurensis Gupta & Duggal, 1973
- Procamallanus brevis Kung, 1948
- Procamallanus caranxi Rajyalakshmi & Hanumantha-Rao, 1993
- Procamallanus chakravartyi Chakravarty, Majumdar & Sain, 1961
- Procamallanus chetumalensis Gonzalez-Solis, Moravec & Vidal-Martinez, 2002
- Procamallanus chotanagpurensis Srivastava & Sahay, 2004
- Procamallanus confusus Fernando & Furtado, 1963
- Procamallanus crossorhombi Zaidi & Khan, 1975
- Procamallanus daccai Gupta, 1959
- Procamallanus diacanthum Rajyalakshmi, 1994
- Procamallanus ditchelli Gupta & Garg, 1976
- Procamallanus dussumieri Bilqees, Khanum & Jehan, 1971
- Procamallanus elatensis Fusco & Overstreet, 1979
- Procamallanus eswarii Rajyalakshmi, 1997
- Procamallanus etawahensis Mithlesh & Pandey, 1983
- Procamallanus fukiensis Wang, 1975
- Procamallanus globoconchus Ali, 1960
- Procamallanus gomtii Sood, 1967
- Procamallanus guptae Arya, 1980
- Procamallanus hindensis Chandan Lal, 1965
- Procamallanus intermeda Siddiqi & Khattak, 1984
- Procamallanus kakinadensis Bharatha-Lakshmi, 2000
- Procamallanus kalingapatnamensis Rajyalakshmi & Vijaya-Lakshmi, 1995
- Procamallanus kalriai Rehana & Bilqees, 1979
- Procamallanus karachiensis Rasheed, 1970
- Procamallanus karachii Rehana & Bilqees, 1979
- Procamallanus kashmirensis Dhar & Fotedar, 1979
- Procamallanus khatibi Naidu & Murhar, 1980
- Procamallanus laeviconchus (Wedl, 1862)
- Procamallanus lonis Yamaguti, 1941
- Procamallanus lucknowensis (Gupta & Bakshi, 1980)
- Procamallanus ludhianensis Duggal & Kaur, 2000
- Procamallanus lutjanusi Bharatha-Lakshmi, 2000
- Procamallanus mahendrai Singh, 1983
- Procamallanus mathurai Pande, Bhatia & Rai, 1963
- Procamallanus mehrii Agarwal, 1930
- Procamallanus meszarosi Arya, 1984
- Procamallanus mozabukae Yeh, 1957
- Procamallanus muelleri Agrawal, 1966
- Procamallanus mysti Karve, 1952
- Procamallanus nainitalensis Arya, 1978
- Procamallanus neobuccalaris Bilqees, Fatima & Rehana, 1977
- Procamallanus notopteri Bashirullah & Hafizuddin, 1973
- Procamallanus nuzvidensis Rajyalakshmi, Hanumantha Rao & Shyamasundari, 1990
- Procamallanus occidentalis (Jackson & Tinsley, 1995)
- Procamallanus ompoci Majumdar & Datta, 1972
- Procamallanus ophicephalus Ali, 1960
- Procamallanus ophiocephali (Rehana & Bilqees, 1972)
- Procamallanus ophiocephali (Pearse, 1933)
- Procamallanus otolithi Ashraf, Farooq & Khanum, 1977
- Procamallanus pacificus Moravec, Justine, Wurtz, Taraschewski & Sasal, 2006
- Procamallanus pakistanii Siddiqi & Khattak, 1984
- Procamallanus patialensis Duggal & Kaur, 2000
- Procamallanus peraccuratus Pinto, 1976
- Procamallanus petterae Moravec & Sey, 1988
- Procamallanus planoratus Kulkarni, 1935
- Procamallanus potamogalei Hugot, 1980
- Procamallanus ramteki Naidu & Murhar, 1980
- Procamallanus ritai Misra, 1985
- Procamallanus rohitai Rajyalakshmi & Vijaya-Lakshmi, 1995
- Procamallanus saccobranchi Karve, 1952
- Procamallanus satyapali Arya, 1991
- Procamallanus seenghali Rajyalakshmi, 1996
- Procamallanus sigani Yamaguti, 1935
- Procamallanus siluranae (Jackson & Tinsley, 1995)
- Procamallanus siluri Osmanov, 1964
- Procamallanus singhi (Ali, 1957)
- Procamallanus slomei Southwell & Kirshner, 1937
- Procamallanus soodi Bharatha-Lakshmi & Ratna-Kumari, 2001
- Procamallanus sparus Akram, 1975
- Procamallanus sphaeroconchus Toernquist, 1931
- Procamallanus spiculogubernaculus Agarwal, 1958
- Procamallanus striati (Kaur, 1990)
- Procamallanus timmi Bashirullah, 1973
- Procamallanus trichiurusi Arya, 1984
- Procamallanus vachai Sinha & Sahay, 1965
- Procamallanus vinodae Gupta & Masoodi, 1988
- Procamallanus vinodi Arya, 1992
- Procamallanus visakhapatnamensis Rajya-Lakshmi, Hanumantha-Rao & Shyamasundari, 1989
- Procamallanus viviparus Ali, 1956

Synonyme der Gattung sind Aspiculus Ali, 1960, Batrachocamallanus Jackson & Tinsley, 1995, Denticamallanus Moravec & Thatcher, 1997, Indocamallanus Chakravarty, Majumdar & Sain, 1963, Isospiculus Ali, 1957, Monospiculus Ali, 1957, Onchocamallanus Petter, 1979 und Punctocamallanus Moravec & Scholz, 1991.